# Akira Ogata (réalisateur)
Pour l’article homonyme, voir Akira Ogata (chimiste).
Akira Ogata (緒方明, Ogata Akira), né en 1959, est un réalisateur japonais.

## Biographie
Akira Ogata est né en 1959 dans la préfecture de Saga. Durant ses études à l'université de Fukuoka, il rencontre le cinéaste Gakuryū Ishii et travaille par la suite avec lui en tant qu'assistant réalisateur. Il réalise en 1980 un moyen-métrage tourné en 8 mm sur les mésaventures de K, un homme qui se retrouve transformé en chou chinois en se levant un matin. Il remporte de nombreuses récompenses, dont le prix des nouveaux réalisateurs de la Directors Guild of Japan et le prix Alfred-Bauer de la Berlinale pour son premier film, La Chorale des garçons, en 2000 et le prix du meilleur réalisateur de la 31e édition du festival du film de Yokohama pour Nonchan noriben.

## Filmographie partielle

### Comme réalisateur
- 1980 : Tōkyō hakusai kan-K-sha (東京白菜関K者?)
- 2000 : La Chorale des garçons (独立少年合唱団, Dokuritsu shōnen gasshō-dan?)[6]
- 2005 : La Laitière (いつか読書する日, Itsuka dokusho suruhi?)[7],[8]
- 2009 : Nonchan noriben (のんちゃんのり弁?)
- 2010 : Shikei dai no erebeitā (死刑台のエレベーター?)
- 2013 : Tomodachi to arukō (友だちと歩こう?)
- 2016 : Konomachi no inochi ni (この街の命に?) (téléfilm)

### Comme acteur
- 1984 : The Crazy Family (逆噴射家族, Gyakufunsha kazoku?) de Gakuryū Ishii
- 2016 : Godzilla Resurgence (シン・ゴジラ, Shin Gōjira?) de Hideaki Anno et Shinji Higuchi : un biologiste

## Distinctions
Sauf indication contraire, les informations mentionnées dans cette section peuvent être confirmées par la base de données cinématographiques IMDb,  présente dans la section « Liens externes ».

### Récompenses
- 2000 : prix du nouveau réalisateur de la Directors Guild of Japan pour La Chorale des garçons[4]
- 2000 : prix Alfred-Bauer pour La Chorale des garçons à la Berlinale[3]
- 2001 : Grand Prix du Jury pour La Chorale des garçons au festival international du premier film d'Annonay[9]
- 2001 : Japanese Professional Movie Award du meilleur nouveau réalisateur pour La Chorale des garçons[10]
- 2001 : grand prix Sponichi du nouveau talent pour La Chorale des garçons[11]
- 2001 : prix du meilleur nouveau réalisateur pour La Chorale des garçons au festival du film de Yokohama
- 2005 : prix du jury pour La Laitière au festival des films du monde de Montréal[8]
- 2006 : prix Mainichi du meilleur réalisateur pour La Laitière[12]
- 2010 : prix du meilleur réalisateur pour Nonchan noriben au festival du film de Yokohama[5]

### Sélections
- 2000 : en compétition pour l'Ours d'or avec La Chorale des garçons à la Berlinale[13]
- 2005 : en compétition pour le Grand prix des Amériques avec La Laitière au festival des films du monde de Montréal[14]